# Liste der Baudenkmäler in Johannesberg (Bayern)
Auf dieser Seite sind die Baudenkmäler in der unterfränkischen Gemeinde Johannesberg zusammengestellt. Diese Tabelle ist eine Teilliste der Liste der Baudenkmäler in Bayern. Grundlage ist die Bayerische Denkmalliste, die auf Basis des Bayerischen Denkmalschutzgesetzes vom 1. Oktober 1973 erstmals erstellt wurde und seither durch das Bayerische Landesamt für Denkmalpflege geführt wird. Die folgenden Angaben ersetzen nicht die rechtsverbindliche Auskunft der Denkmalschutzbehörde.

## Baudenkmäler nach Gemeindeteilen

### Johannesberg
| Lage                                                               | Objekt                                                                | Beschreibung | Akten-Nr.              | Bild                                |
| ------------------------------------------------------------------ | --------------------------------------------------------------------- | --- | ---------------------- | ----------------------------------- |
| Nähe Hauptstraße (Standort)                                        | Kriegerdenkmal zur Erinnerung an die Gefallenen des Feldzuges 1870/71 | Errichtet durch den Kriegerverein der Gemeinde, Sandsteinsockel mit reliefiertem Obelisk, auf der Vorderseite Schriftplatte aus weißem Marmor für Gefallene von 1914/18, 1889 | D-6-71-133-22 Wikidata | BW                                  |
| Hauptstraße 4 (Standort)                                           | Katholische Pfarrkirche St. Johannis Enthauptung                      | Saalbau mit eingezogenem, dreiseitig geschlossenem Chor und Turmfassade, bezeichnet am Hauptportal „1769“; mit Ausstattung                                                    | D-6-71-133-1 Wikidata  | weitere Bilder                      |
| Hauptstraße 4; hinter der Kirche (Standort)                        | Friedhof                                                              | | D-6-71-133-1 Wikidata  | Friedhof                            |
| Hauptstraße 4; hinter der Kirche, im Friedhof (Standort)           | Kruzifix                                                              | Rotsandstein, 18. Jahrhundert | D-6-71-133-1 Wikidata  | Kruzifix                            |
| Hauptstraße 6 (Standort)                                           | Pfarrhaus                                                             | Zweigeschossiger traufständiger Satteldachbau, spätklassizistisch, 1861 | D-6-71-133-2 Wikidata  | Pfarrhaus                           |
| Hauptstraße 6 (Standort)                                           | Remise                                                                | Bruchsteinbau mit Satteldach, zweite Hälfte 19. Jahrhundert | D-6-71-133-2 Wikidata  | Remise                              |
| Hauptstraße 8 (Standort)                                           | Ehemaliger Pfarrhof, Fachwerkhaus                                     | Zweigeschossig, verputzt, mit Satteldach, zweite Hälfte 18. Jahrhundert | D-6-71-133-23 Wikidata | Ehemaliger Pfarrhof, Fachwerkhaus   |
| Hauptstraße 8 (Standort)                                           | Ehemaliger Pfarrhof, Nebengebäude                                     | Um 1800 | D-6-71-133-23 Wikidata | BW                                  |
| Hauptstraße 8 (Standort)                                           | Ehemaliger Pfarrhof, Kleintierstall                                   | Um 1800 | D-6-71-133-23 Wikidata | Ehemaliger Pfarrhof, Kleintierstall |
| Nähe Hauptstraße (Standort)                                        | Prozessionsaltar                                                      | Inschriftensockel mit Aufsatz, darin Relief des heiligen Wendelin (erneuert), Muschelwerkaufsatz mit Lamm Gottes, Rokoko, 1876 erneuert                                       | D-6-71-133-3 Wikidata  | Prozessionsaltar                    |
| Nähe Gelnhäuser Straße; vor der Kapelle in Johannesberg (Standort) | Wegkreuz                                                              | Inschriftensockel mit Kruzifix, auffallend flach gearbeiteter Heiland, roter Sandstein, bezeichnet „1796“                                                                     | D-6-71-133-4 Wikidata  | Wegkreuz                            |
| An der Gelnhauser Straße ()                                        | Wegkreuz                                                              | Um 1840 nicht nachqualifiziert, im Bayerischen Denkmal-Atlas nicht kartiert                                                                                                   | D-6-71-133-6 Wikidata  | Wegkreuz                            |
| Am Mühlbergswald ()                                                | Wegkreuz                                                              | 1815 nicht nachqualifiziert, im Bayerischen Denkmal-Atlas nicht kartiert | D-6-71-133-5 Wikidata  |                                     |

### Breunsberg
| Lage                         | Objekt        | Beschreibung                                                                   | Akten-Nr.              | Bild          |
| ---------------------------- | ------------- | ------------------------------------------------------------------------------ | ---------------------- | ------------- |
| Buchackerstraße 1 (Standort) | Wohnstallhaus | Eingeschossiger, gestelzter Fachwerkbau mit Satteldach, frühes 19. Jahrhundert | D-6-71-133-24 Wikidata | Wohnstallhaus |
| Frankenstraße 18 (Standort)  | Wohnhaus      | Zweigeschossiges Fachwerk-Doppelhaus mit Satteldach, um 1800                   | D-6-71-133-25 Wikidata | Wohnhaus      |
| Kapellenstraße 4 (Standort)  | Wohnstallhaus | Eingeschossiges Fachwerkbauernhaus mit Satteldach, frühes 19. Jahrhundert      | D-6-71-133-26 Wikidata | Wohnstallhaus |

### Hagelhof
| Lage                               | Objekt    | Beschreibung                                                        | Akten-Nr.              | Bild      |
| ---------------------------------- | --------- | ------------------------------------------------------------------- | ---------------------- | --------- |
| Falkenbergweg; Hagelhof (Standort) | Bildstock | Mit Sockel, Schaft und Nischenhaus, Rotsandstein, bezeichnet „1898“ | D-6-71-133-10 Wikidata | Bildstock |

### Oberafferbach
| Lage                                                  | Objekt                         | Beschreibung | Akten-Nr.              | Bild                           |
| ----------------------------------------------------- | ------------------------------ | --- | ---------------------- | ------------------------------ |
| Hainfeldweg; an der Aschaffenburger Straße (Standort) | Bildstock                      | Runder Schaft mit vierseitigem Aufsatz und Bekrönungskreuz, Kreuzigungsrelief, um 1750                               | D-6-71-133-7 Wikidata  | Bildstock                      |
| Oberafferbacher Straße 12 (Standort)                  | Bildstock der Schmerzensmutter | Sockel mit Schaft und Nischenaufsatz, gefasste Holzfigur der Pietà                                                   | D-6-71-133-11 Wikidata | Bildstock der Schmerzensmutter |
| Birkenberg; Rückersbacher Straße (Standort)           | Feldkreuz                      | Hoher Inschriftensockel mit überkragender Abdeckplatte, darauf Kruzifix, Sandstein, bezeichnet „1750“, erneuert 1984 | D-6-71-133-9 Wikidata  | BW                             |
| Rad; Waldabteilung Sattelhecke (Standort)             | Gedenkstein                    | | D-6-71-133-8 Wikidata  | Gedenkstein                    |

### Rückersbach
| Lage                                                       | Objekt                                                        | Beschreibung | Akten-Nr.              | Bild                                                          |
| ---------------------------------------------------------- | ------------------------------------------------------------- | --- | ---------------------- | ------------------------------------------------------------- |
| Faustenäcker; am Sternberg, Flurabteilung Weben (Standort) | Bildstock als Nachfolger eines ehemaligen hölzernen Hellchens | Aus Ziegeln gemauert, Nische im Aufsatz mit Metallgitter verschlossen                                             | D-6-71-133-17 Wikidata | Bildstock als Nachfolger eines ehemaligen hölzernen Hellchens |
| Wingertsäcker; Schnellenweg (Standort)                     | Bildstock, sogenanntes Jakobshellchen                         | Gefaster Vierkantschaft mit vierseitigem Aufsatz und Bekrönungskreuz, Rotsandstein, zweite Hälfte 19. Jahrhundert | D-6-71-133-20 Wikidata | BW                                                            |
| Am Wingert; Flurabteilung Tannenfeld (Standort)            | Bildstock, sogenanntes Dorfhellchen                           | Vierkantsockel mit vierseitigem Aufsatz und zwei Inschriftenplatten, Sandstein, bezeichnet „1857“, erneuert 1986  | D-6-71-133-19 Wikidata | BW                                                            |
| Hörsteiner Straße 14 (Standort)                            | Katholische Filialkirche                                      | Im Neubau Teile des Vorgängerbaus von 1799; mit Ausstattung                                                       | D-6-71-133-12 Wikidata | Katholische Filialkirche                                      |
| Hörsteiner Straße 14; vor der Kirche (Standort)            | Bildstock                                                     | 1918 | D-6-71-133-12 Wikidata | BW                                                            |
| Hörsteiner Straße 27 (Standort)                            | Wohnhaus                                                      | Zweigeschossiger giebelständiger Fachwerkbau mit Satteldach, um 1800                                              | D-6-71-133-13          | Wohnhaus                                                      |
| Sonnenbergstraße 5 (Standort)                              | Wohnhaus                                                      | Zweigeschossiger giebelständiger Fachwerkbau, um 1800                                                             | D-6-71-133-14 Wikidata | Wohnhaus                                                      |

### Steinbach
| Lage                             | Objekt   | Beschreibung                                          | Akten-Nr.     | Bild     |
| -------------------------------- | -------- | ----------------------------------------------------- | ------------- | -------- |
| Steinbacher Straße 28 (Standort) | Wohnhaus | Zweigeschossiger giebelständiger Fachwerkbau, um 1800 | D-6-71-133-21 | Wohnhaus |

### Sternberg
| Lage                   | Objekt                                 | Beschreibung                                                                         | Akten-Nr.              | Bild |
| ---------------------- | -------------------------------------- | ------------------------------------------------------------------------------------ | ---------------------- | ---- |
| Buchenacker (Standort) | Bildstock, sogenanntes Weißes Hellchen | Gefaster Vierkantschaft mit übergiebeltem Nischenaufsatz, Sandstein, 19. Jahrhundert | D-6-71-133-15 Wikidata | BW   |

## Ehemalige Baudenkmäler
In diesem Abschnitt sind Objekte aufgeführt, die früher einmal in der Denkmalliste eingetragen waren, jetzt aber nicht mehr. Objekte, die in anderem Zusammenhang also z. B. als Teil eines Baudenkmals weiter eingetragen sind, sollen hier nicht aufgeführt werden. Aktennummern in diesem Abschnitt sind ehemalige, jetzt nicht mehr gültige Aktennummern.

| Lage                                           | Objekt                                        | Beschreibung     | Akten-Nr.              | Bild                                          |
| ---------------------------------------------- | --------------------------------------------- | ---------------- | ---------------------- | --------------------------------------------- |
| Rückersbach Königstein (Standort)              | Denkmal für die Schlacht bei Dettingen (1743) | Sandsteindenkmal | D-6-71-133-16 Wikidata | Denkmal für die Schlacht bei Dettingen (1743) |
| Steinbach Vor Steinbacher Straße 28 (Standort) | Kruzifix als Kriegerdenkmal                   | Um 1920          | D-6-71-133-21          | Kruzifix als Kriegerdenkmal                   |